# 104th Street (stacja metra na Fulton Street Line)
104th Street – stacja metra nowojorskiego, na linii A. Znajduje się w dzielnicy Queens, w Nowym Jorku i zlokalizowana jest pomiędzy stacjami Rockaway Boulevard i 111th Street. Została otwarta 25 września 1915.